# 索尔维兰
索尔维兰，是西班牙安达卢西亚自治区格拉纳达省的一个市镇。总面积34平方公里，2001年普查人口總數為696人，人口密度為每平方公里20人。